# أبو الحسين محمد بن علي
أبو الحسين محمد بن علي المعروف باسمه المستعار أخو محسن، هو كاتب مناهض للإسماعيليين في القرن العاشر. عاش في دمشق، وكان واحدًا من الكتاب العلويين المهتمين بعلم الأنساب. قام بتأليف أطروحته الخاصة ضد الخلافة الفاطمية وأتباعهم الإسماعيليين سنة 980. لم يُعثر على كتابه كاملاً، لكنه اقتُبس في أعمال المؤرخين اللاحقين أمثال شهاب الدين النويري وابن الدوادري والمقريزي.
اعتبر المقريزي كتابات أخي محسن وابن رزام غير موثوقة. لكن تم الاستشهاد بكتاباتهما خلال التنديد العلني بالفاطميين في بيان بغداد عام 1011 الذي أصدره الخليفة العباسي أحمد القادر بالله. وهكذا أصبح عملهم هو النسخة المقبولة خارج المجتمع الإسماعيلي، ليس فقط فيما يتعلق بالعقيدة الإسماعيلية، ولكن أيضًا فيما يتعلق بأصول الحركة الإسماعيلية.
توفي أخو محسن سنة 985/ 986.